# VfB 91 Suhl
VfB 91 Suhl  är en tysk idrottsförening från Suhl i förbundslandet Thüringen. Föreningen är känd för sitt damlag i volleyboll, som spelar i högsta volleybollserien i Tyskland (Volleyball-Bundesliga). Sedan 2013 kallas damlaget för VolleyStars Thüringen.

## Statistik

### Nationella tävlingar
Tyska mästare (0): bästa resultat var tredjeplatsen år 2007 och 2011
Cupvinnare (1): 2008